# دهستان ویرو-نیگولا (۱۹۹۱)
دهستان ویرو-نیگولا (به لاتین: Viru-Nigula Parish) یک دهستان در استونی است که در شهرستان لنه-ویرو واقع شده‌بود.

## خصوصیات
دهستان ویرو-نیگولا ۲۳۴٫۰۵ کیلومترمربع مساحت و ۱٬۲۹۳ نفر جمعیت دارد.